# Onigiri
Onigiri (jap. 御握り), također naziva o-musubi (お結び; おむすび) i nigirimeshi (握り飯; にぎりめし), japanske kuglice od riže s raznim ukusima (riba, povrće, kiselkasto voće i dr.) i začinom furikake. Onigiri se u Japanu jede između dva obroka pa tako postoje restorani brze hrane koji su se specijalizirali na kuglice onigirija.
Onigirije se oblikuje u trokute ili cilindre i često ih se omota u nori (morsku travu). Tradicijski se onigiri puni štapićima ume-a; jap umeboshi; druga imena su "kineska šljiva" i "japanska marelica), usoljeni losos, katsuobushi, kombu, tarako, ili koji drugi slani ili kiselkasti sastojak kao prirodni konzervans. Japanske prodavaonice susjedstva rade svoje onigirije s raznim punjenjima i okusima. Postoje specijalizirane prodavaonice koje prodaju samo onigiri za van.

## Galerija
- Onigiri ručak
- Yaki-onigiri Onigiri s roštilja